# Samuel Greigh
Samuel Karlovitj Greigh, född 30 november 1736, död 4 oktober 1788, var en skotsk-rysk sjömilitär.
Greigh började som sjöman på brittiska kofferdifartyg, tog värvning och utmärkte sig i det krig Storbritannien förde mot Frankrike samtidigt med sjuårskriget. År 1763 inträdde Greigh i rysk tjänst, deltog i Grigorij Orlovs härfärd till Egeiska havet och slaget vid Tschezhme 1770. Åter i Sankt Petersburg fick Greigh, nu storamiral kommandot över Kronstadt, som han befäste på ett sätt, som skulle bli till stort men för hans ursprungliga landsmän, då de under Krimkriget anföll denna fästning. Gustav III:s planerade landstigning vid Sankt Petersburg 1788 omintetgjorde Greigh genom slaget vid Hogland. Då Greigh därefter blockerade Sveaborgs hamn, avled han i en tyfusepidemi.